# مساحة ثقافة الغونغ

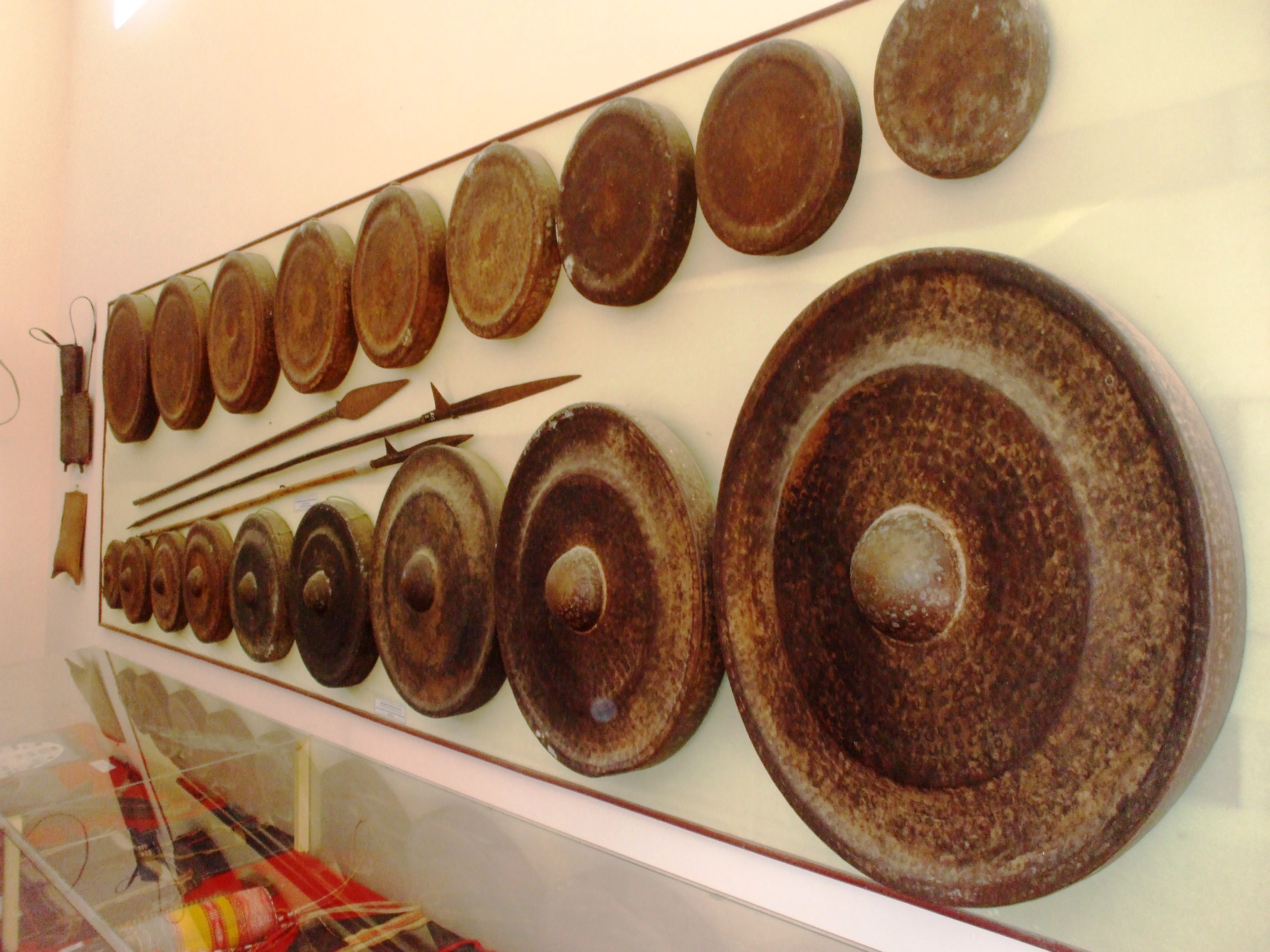
وزارة الصنوج الفيتنامية في متحف كوانغ ترونغ (فيتنام).

مساحة ثقافة الغونغ في مرتفعات فيتنام ((بالفيتنامية: Không gian văn hóa Cồng Chiêng Tây Nguyên)) هي منطقة في وسط فيتنام تعد موطنًا للثقافات التي تقدر الصنوج. وتنتشر في مقاطعات تاي نجوين (المرتفعات الوسطى) في كون توم، وجيا لاي، وداك لاك، وداك نونج، ولام دونج. اليونسكو اعترفت بها باعتبارها روائع التراث اللامادي للإنسانية في 25 نوفمبر 2005.
تعتبر ثقافة الغونغ الصنوج وصلة خاصة بين الإنسان والخارق للطبيعة، حيث يحتضن كل صنج إلهًا يكمن قوته تبعًا لعمر الصنج. لقد تأثرت بشدة بالتحولات الاقتصادية والاجتماعية التي أعاقت النقل التقليدي للمعرفة وحرمت الصنوج من أهميتها الروحية.

## روابط خارجية
- اليونسكو تعترف بمساحة الغونغ
- الموقع الرسمي لمهرجان ثقافة الغونغ في المرتفعات الوسطى

قالب:قائمة اليونسكو للتراث الثقافي اللامادي للإنسانية/APA